# تيم يونغ (مجدف أسترالي)
تيم يونغ (بالإنجليزية: Timothy Young)‏ هو مجدف أسترالي، ولد في 11 أغسطس 1956.

## وصلات خارجية
- تيم يونغ على موقع الاتحاد الدولي للتجديف (الإنجليزية)
- تيم يونغ على موقع اللجنة الأولمبية الدولية (الإنجليزية)
- تيم يونغ على موقع أوليمبيديا (الإنجليزية)
- تيم يونغ على موقع اللجنة الأولمبية الأسترالية (الإنجليزية)